# 4971 Hoshinohiroba
4971 Hoshinohiroba је астероид главног астероидног појаса чија средња удаљеност од Сунца износи 2,386 астрономских јединица (АЈ).
Апсолутна магнитуда астероида је 13,1.